# Bagrat III de Taron
Bagrat III de Taron (en grec antic Πανκράτιος Ταρωνίτης 'Pankratios Taronites') va ser príncep de Taron de l'any 966 o 967 al 968. Va succeir el seu pare Asoci III de Taron conjuntament amb el seu germà Gregori II de Taron (Gregorios Taronites), i després d'unes breus negociacions el 968 van cedir el principat a l'Imperi Romà d'Orient rebent a canvi de la cessió de vastes terres a l'imperi i el títol de patrici cadascun dels dos germans. Va morir l'any 979.
Bagrat va ser un dels fundadors del llinatge dels Taronita però els seus membres van ser menys importants i molts no són coneguts.